# مزا (داکوتای شمالی)
مزا (به انگلیسی: Maza) یک منطقهٔ مسکونی در ایالات متحده آمریکا است که در Maza Township واقع شده‌است. مزا ۲۳٫۴ کیلومتر مربع مساحت و ۵ نفر جمعیت دارد و ۴۴۵ متر بالاتر از سطح دریا واقع شده‌است.